# شهرستان لیکامینگ (پنسیلوانیا)
شهرستان لیکامینگ، پنسیلوانیا (به انگلیسی: Lycoming County, Pennsylvania) شهرستانی در ایالات متحده آمریکا است که در پنسیلوانیا واقع شده‌است.

## خصوصیات
شهرستان لیکامینگ ۳٬۲۲۱ کیلومترمربع مساحت دارد.